# آيري ناكاجيما
آيري ناكاجيما (باليابانية: 中島愛里؛ بالكانا: なかじま あいり) هي ممثلة يابانية، ولدت في 13 أغسطس 1990 في كاناغاوا في اليابان.